# Miravet
Miravet – gmina w Hiszpanii, w prowincji Tarragona, w Katalonii, o powierzchni 32,41 km². W 2011 roku gmina liczyła 789 mieszkańców.